# Нај-добрата
Нај-добрата (срп. Најбоља) је сингл бугарске поп-фолк певачице Андрее за њен пети студијски албум.

## Спот
У споту нема заплета. У једној сцени има покушаја да се певачица побуни против насиља. Андреа је била је обучена у розе латекс хаљину. Идеја спорта је да се устане против насиља над женама